# Sekretarze generalni Wspólnoty Narodów
Sekretarz generalny Wspólnoty Narodów – funkcjonariusz międzynarodowy stojący na czele Sekretariatu Wspólnoty Narodów. Funkcja ta została utworzona, podobnie jak sam Sekretariat, w 1965 roku. Sekretarz oprócz zadań natury administracyjnej jest także ważnym wyrazicielem głosu Wspólnoty na zewnątrz. Wyboru na to stanowisko dokonują przywódcy państw Wspólnoty. Nie należy mylić tej funkcji z Głową Wspólnoty Narodów, którą jest z urzędu monarcha brytyjski. 

## Lista sekretarzy generalnych
1. 1965 – 1975 Arnold Smith (Kanada)
2. 1975 – 1990 Shridath Ramphal (Gujana)
3. 1990 – 1999 Emeka Anyaoku (Nigeria)
4. 1999 – 2008 Don McKinnon (Nowa Zelandia)
5. 2008 – 2016 Kamalesh Sharma (Indie)
6. 2016 – Patricia Scotland (Wielka Brytania)